# カリナン鉱山
カリナン鉱山（カリナンこうざん、英語: Cullinan Diamond Mine）は、南アフリカ共和国ハウテン州のプレトリアから東に約40 km、カリナンにあるダイヤモンドの鉱山。
位置は南緯25度40分、東経28度30分である。地下約720 mのキンバーライトの鉱脈からダイヤモンドの採掘を行っている。露天掘りではなく坑道掘りを採用する。デビアス社所有。

## 概要

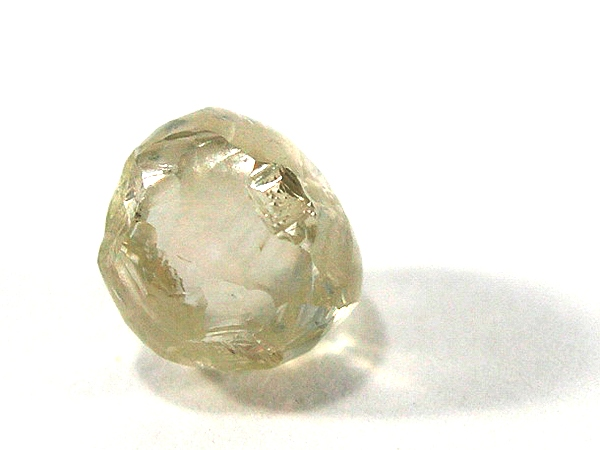
産出されたダイヤモンド

南アフリカ共和国中央北部から東部にかけては、カラハリ剛塊の南半分に相当するカープファール剛塊が分布している。カープファール剛塊は約35億年前、先カンブリア代に形成された安定陸塊である。カープファール剛塊には大規模なものだけでも、50以上のキンバレー岩と呼ばれる貫入岩が分布する。キンバレー岩は地下150 kmから200 kmの地点に起源をもつ。それにも関わらずカープファール剛塊におけるキンバレー岩の形成速度は、数時間単位と非常に短い。ほとんどのキンバレー岩は約6500万年前の白亜紀末に形成されているが、例外もある。カリナン鉱山である。カリナン鉱山のキンバレー岩は古地磁気の計測結果から、先カンブリア代の活動によることが分かった。つまり、センティナリー・ダイヤモンドを含むカリナン鉱山のダイヤモンドは形成後、数カ月単位の冷却を経たのち、少なくとも5億年以上、何の変化も受けずに地中に埋まっていたことになる。

## 歴史

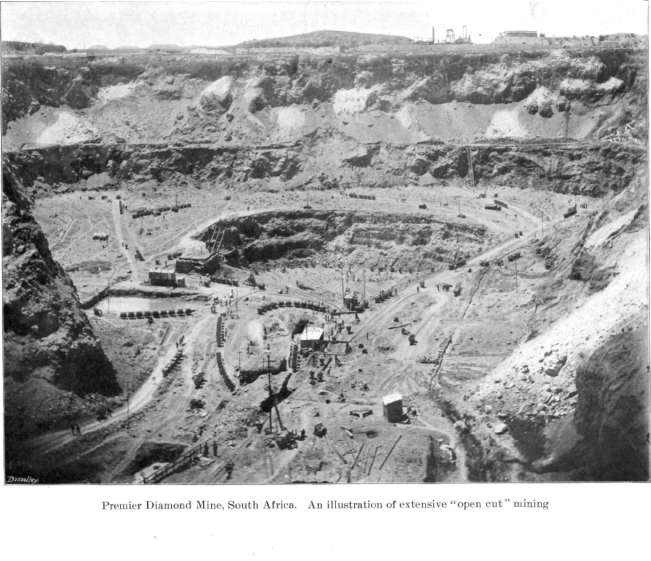
プレミア鉱山（1903年）

- 1902年にプレミア鉱山として鉱山が開かれ、現在まで採掘を続けている。深い竪穴と広大な面積の坑道から成る。
- 1905年1月26日 - カリナンの原石となる3106カラットある史上最大のダイヤモンド原石が発見される。
- 1966年 - テーラー・バートンの原石が発見される。
- 1986年7月17日 - センティナリー・ダイヤモンドの原石が発見される。
- 2003年11月 - 開鉱100周年の式典でカリナン鉱山に名称変更。